# جيرالد مونرو
جيرالد مونرو هو لاعب هوكي الجليد كندي، ولد في 28 نوفمبر 1897 في سو ساينت ماري في كندا، وتوفي في 28 يناير 1968 في غريتر سودبوري في كندا.

## وصلات خارجية
- جيرالد مونرو على موقع دوري الهوكي الوطني (الإنجليزية)
- جيرالد مونرو على موقع قاعة مشاهير الهوكي (لاعب أن.إتش.أل) (الإنجليزية)
- جيرالد مونرو على موقع EliteProspects.com (الإنجليزية)
- جيرالد مونرو على موقع HockeyDB.com (الإنجليزية)
- جيرالد مونرو على موقع Hockey-Reference.com (الإنجليزية)